# もろみ

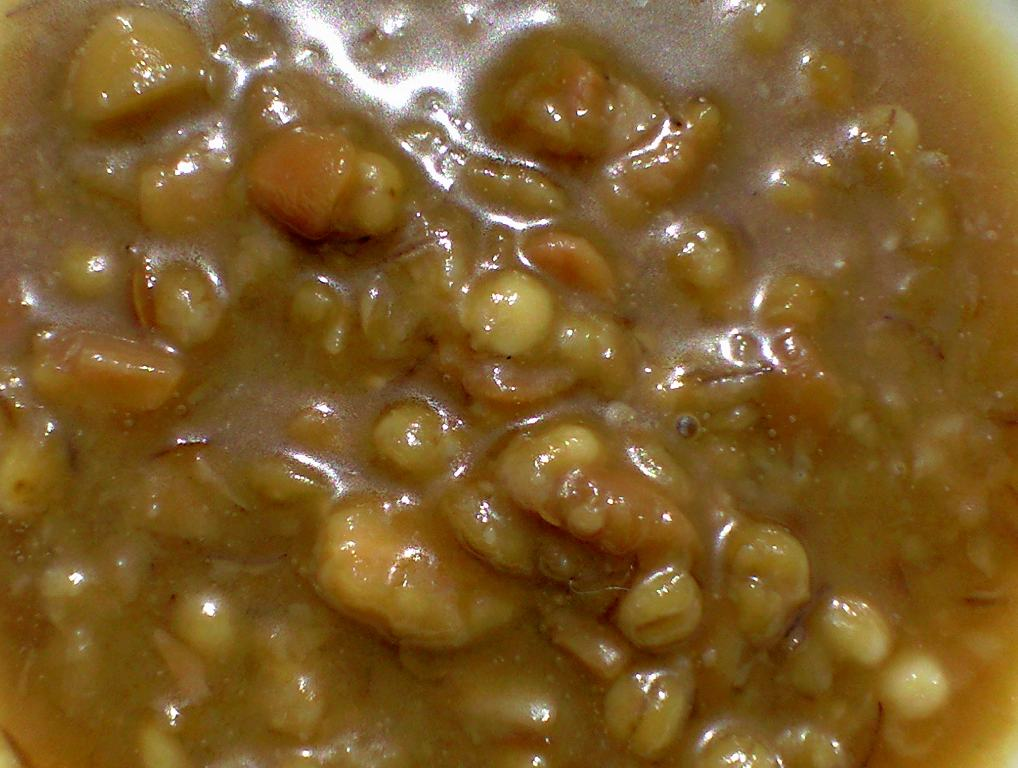
醤油醸造用の豆麹様と麦麹様を塩水に漬け込んだ醤油もろみ。もろみ味噌の一種である「しょうゆの実」にあたる。

もろみ（醪・諸味とも書く）とは、酒や醤油、味噌などの醸造工程において複数の原料が発酵してできる、柔らかい固形物。

## 醸造物の種類

### 酒類
清酒もろみは、もと（酒母）、蒸米、麹、水をあわせ発酵しているものをいう。
「もろみ酢」は泡盛などを製造する過程で生じた「もろみ粕」を圧搾して濾過した「もろみ酢原液」に果汁等を添加したものである。
酒類のもろみ（醪）については日本国内においては酒税法（昭和28年法律第6号）第3条第25項に以下の通り定義されている。

もろみ　酒類の原料となる物品に発酵させる手段を講じたもの（酒類の製造の用に供することができるものに限る。）で、こし又は蒸留する前のもの（こさない又は蒸留しない酒類に係るものについては、主発酵が終わる前のもの）をいう。
—酒税法第3条第25項
もろみから液体である酒をこす（清酒の製成）又は蒸留したもの（焼酎の製成）の残留固形物が酒粕となり、漬物・甘酒・酢の原料に使われる。
また、もろみの製造を行なうためには酒税法第8条の規定により、最終製品が酒類でなくても「もろみ」の酒類製造免許を受けなければならない。もろみの製造免許を受けずにもろみを製造した場合は同法第54条の規定により10年以下の拘禁刑又は100万円以下の罰金刑に処される。

### 醤油
醤油もろみ（諸味）から液体を絞り出す前の固形物は「醤油の実」と称され、山形・新潟・長野・熊本などでは、そのまま食べたり調味料代わりに使用される。しかし通常は搾ったあとの固形物を醤油粕として処理してしまうため、有効に利用する方法が模索されている。

## もろみ味噌
「もろみ味噌」と分類される一群の食品は、「味噌のもろみ」ではなく、醤油のもろみに近似したものを、最初から「もろみ」そのものを食べることを目的として造るものを指すことが多い。醤油を作るときと同様の方法で、麦・大豆・米などから製造した麹を、醤油のときほどは多くない塩水に漬けて熟成させるものが基本形である。
- 「なめ味噌」
- 「金山寺味噌」・「金山寺納豆」
- 「ひしほ」・「ひしお味噌」
- 「しょうゆの実」・「しょいの実」・「しょんしょん」
- 「花も」（ブンセン）
- 「はまなみそ」